# Tipula filigera
Tipula filigera är en tvåvingeart som beskrevs av Walker 1856. Tipula filigera ingår i släktet Tipula och familjen storharkrankar. Inga underarter finns listade i Catalogue of Life.